# Laurent Favre

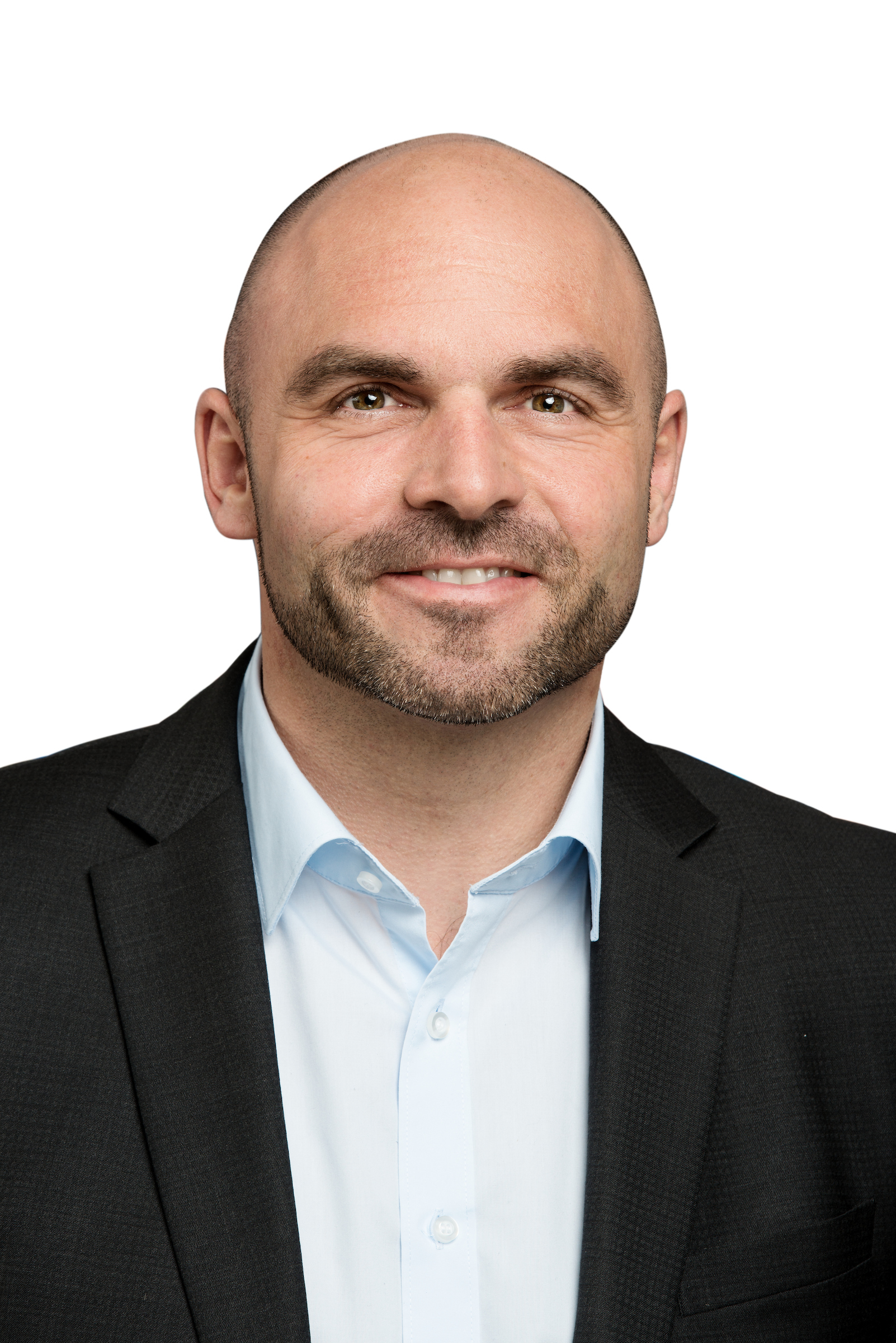
Laurent Favre (2017)

Laurent Favre (* 14. Oktober 1972 in Fleurier) ist ein Schweizer Politiker (FDP). Seit November 2014 gehörte er dem Staatsrat des Kantons Neuenburg an.

## Leben und Politik
Laurent Favre stammt aus dem neuenburgischen Val de Travers und ist Agraringenieur. 1998 bis 2000 leitete er einen landwirtschaftlichen Betrieb. In den Jahren 2000 bis 2012 führte er die Neuenburger Landwirtschafts- und Weinbaukammer (CNAV). 2009 bis 2014 war er Präsident des Schweizerischen Weinbauernverbandes (Vignoble Suisse).
Favre war von 2004 bis 2008 in der Gemeinde Fleurier politisch aktiv. Als Mitglied des Neuenburger Kantonsparlaments (2005–2007) wurde er bei den Schweizer Parlamentswahlen 2007 in den Nationalrat gewählt. Anfangs November 2014 trat er von seinem Amt als Nationalrat zurück, da er am 28. September desselben Jahres mit mehr als 67 Prozent Stimmenanteil in den Neuenburger Staatsrat (Kantonsregierung) gewählt wurde. Er führt die Direktion für Raumentwicklung und Umwelt. 2017, 2021 und 2025 wurde er als Staatsrat wiedergewählt.
Favre ist wohnhaft in Corcelles-Cormondrèche.